# Бельга (денежная единица)
Бельга (фр. Belga, нидерл. Belga) — дополнительная денежная единица Бельгии, равная 5 бельгийским франкам, с 1926 по 1947 год.

## История
Бельга в качестве дополнительной денежной единицы введена законом от 26 октября 1926 года, одновременно с введением золотослиткового стандарта и установлением золотого содержания франка в 0,041842 г чистого золота. Банкноты в бельгах обменивались на золотые слитки весом ок. 12,5 кг или на иностранную валюту, обратимую в золото. 30 марта 1935 года, с выходом Бельгии из Золотого блока, обмен банкнот на золото был прекращён и золотое содержание франка снизилось до 0,030126 г чистого золота. 1 апреля 1936 размен банкнот на золото в слитках и иностранную валюту был восстановлен и производился на базе этого пониженного золотого содержания франка. 9 мая 1940 года размен банкнот на золото был прекращён.
После освобождения Бельгии на основании закона от 6 октября 1944 года в том же месяце был произведён обмен банкнот прежних выпусков на новые банкноты, отпечатанные в Лондоне, с датой «1943». В 1944 году выпуск банкнот в бельгах прекращён.
В 1946—1947 годах банкноты в бельгах образца 1943—1944 годов изъяты из обращения.

## Монеты[2]
| Аверс | Реверс | Номинал               | Диаметр | Вес    | Гурт | Металл | Годы чеканки | Примечание                                            |
| ----- | ------ | --------------------- | ------- | ------ | ---- | ------ | ------------ | ----------------------------------------------------- |
|       |        | 1 бельга — 5 франков  | 31 мм   | 13,8 г |      | Никель | 1930—1934    | Монетный тип, легенда на французском языке            |
|       |        | 1 бельга — 5 франков  | 31 мм   | 14 г   |      | Никель | 1930         | Медальный тип, легенда на французском языке           |
|       |        | 1 бельга — 5 франков  | 31 мм   | 14 г   |      | Никель | 1930—1933    | Легенда на нидерландском языке                        |
|       |        | 10 франков — 2 бельги | 34 мм   | 17,5 г |      | Никель | 1930         | 100 лет независимости, легенда на французском языке   |
|       |        | 10 франков — 2 бельги | 34 мм   | 17,5 г |      | Никель | 1930         | 100 лет независимости, легенда на нидерландском языке |

## Банкноты[3]
| Изображение            | Изображение            | Номинал                     | Размеры (мм)           | Основной цвет          | Описание               | Описание               | Описание               | Дата выпуска в обращение |                        |                        |
| Лицевая сторона        | Оборотная сторона      | Номинал                     | Размеры (мм)           | Основной цвет          | Лицевая сторона        | Оборотная сторона      | Водяной знак           | Дата выпуска в обращение |                        |                        |
| Выпуск 1927—1929 годов | Выпуск 1927—1929 годов | Выпуск 1927—1929 годов      | Выпуск 1927—1929 годов | Выпуск 1927—1929 годов | Выпуск 1927—1929 годов | Выпуск 1927—1929 годов | Выпуск 1927—1929 годов | Выпуск 1927—1929 годов   | Выпуск 1927—1929 годов | Выпуск 1927—1929 годов |
| ---------------------- | ---------------------- | --------------------------- | ---------------------- | ---------------------- | ---------------------- | ---------------------- | ---------------------- | ------------------------ | ---------------------- | ---------------------- |
|                        |                        | 50 франков - 10 бельг       | нет данных             | нет данных             | нет данных             | нет данных             | нет данных             |                          |                        |                        |
|                        |                        | 50 франков - 10 бельг       | нет данных             | нет данных             | нет данных             | нет данных             | нет данных             |                          |                        |                        |
|                        |                        | 50 франков - 10 бельг       | нет данных             | нет данных             | нет данных             | нет данных             | нет данных             |                          |                        |                        |
|                        |                        | 100 франков - 20 бельг      | нет данных             | нет данных             | нет данных             | нет данных             | нет данных             |                          |                        |                        |
|                        |                        | 500 франков - 100 бельг     | нет данных             | нет данных             | нет данных             | нет данных             | нет данных             |                          |                        |                        |
|                        |                        | 1000 франков - 200 бельг    | нет данных             | нет данных             | нет данных             | нет данных             | нет данных             |                          |                        |                        |
|                        |                        | 10 000 франков - 2000 бельг | нет данных             | нет данных             | нет данных             | нет данных             | нет данных             |                          |                        |                        |
| Выпуск 1933—1935 годов |                        |                             |                        |                        |                        |                        |                        |                          |                        |                        |
|                        |                        | 50 франков - 10 бельг       | нет данных             | нет данных             | нет данных             | нет данных             | нет данных             |                          |                        |                        |
|                        |                        | 100 франков - 20 бельг      | нет данных             | нет данных             | нет данных             | нет данных             | нет данных             |                          |                        |                        |
| Выпуск 1938 года       |                        |                             |                        |                        |                        |                        |                        |                          |                        |                        |
|                        |                        | 500 франков - 100 бельг     | нет данных             | нет данных             | нет данных             | нет данных             | нет данных             |                          |                        |                        |
| Выпуск 1939 года       |                        |                             |                        |                        |                        |                        |                        |                          |                        |                        |
|                        |                        | 1000 франков - 200 бельг    | нет данных             | нет данных             | нет данных             | нет данных             | нет данных             |                          |                        |                        |
| Выпуск 1941 года       |                        |                             |                        |                        |                        |                        |                        |                          |                        |                        |
|                        |                        | 100 франков - 20 бельг      | нет данных             | нет данных             | нет данных             | нет данных             | нет данных             |                          |                        |                        |
| Выпуск 1943 года       |                        |                             |                        |                        |                        |                        |                        |                          |                        |                        |
|                        |                        | 5 франков - 1 бельга        | нет данных             | нет данных             | нет данных             | нет данных             | нет данных             | октябрь 1944 года        |                        |                        |
|                        |                        | 10 франков - 2 бельги       | нет данных             | нет данных             | нет данных             | нет данных             | нет данных             | октябрь 1944 года        |                        |                        |
|                        |                        | 100 франков - 20 бельг      | нет данных             | нет данных             | нет данных             | нет данных             | нет данных             | октябрь 1944 года        |                        |                        |
|                        |                        | 500 франков - 100 бельг     | нет данных             | нет данных             | нет данных             | нет данных             | нет данных             | октябрь 1944 года        |                        |                        |
|                        |                        | 1000 франков - 200 бельг    | нет данных             | нет данных             | нет данных             | нет данных             | нет данных             | октябрь 1944 года        |                        |                        |
| Выпуск 1944 года       |                        |                             |                        |                        |                        |                        |                        |                          |                        |                        |
|                        |                        | 100 франков - 20 бельг      | нет данных             | нет данных             | нет данных             | нет данных             | нет данных             |                          |                        |                        |
|                        |                        | 100 франков - 20 бельг      | нет данных             | нет данных             | нет данных             | нет данных             | нет данных             |                          |                        |                        |
|                        |                        | 1000 франков - 200 бельг    | нет данных             | нет данных             | нет данных             | нет данных             | нет данных             |                          |                        |                        |